# Картбай, Мейрамбек Казиулы
Мейрамбек Казиулы Картбай (каз. Мейрамбек Қартбай; род. 14 марта 1998, Темирский район, Актюбинская область) — казахстанский борец вольного стиля, призёр чемпионата Азии.

## Карьера
В начале июня 2022 года в финале рейтингового турнир «Кубок Болата Турлыханова» в Алма-Ате, уступив в финале Аману из Индии, стал бронзовым призёром. 4 ноября 2022 года в казахстанском Таразе, одолев в финале Алмаза Сманбекова из Кыргызстана, стал победителем международного турнира памяти Динмухамеда Кунаева. 4 июня 2023 года в Бишкеке, победив в малом финале, Нодиржона Сафарова из Узбекистана, стал бронзовым призёром рейтингового турнира «Каба Уулу Комжомкул и Раатбек Санатбаев». 18 сентября 2023 года на предолимпийском чемпионате мира в Белграде в схватке за 3 место проиграл Армену Арутюняну из Армении, а следом проиграл и Зауру Угуеву из России схватку за Олимпийскую лицензию. 11 апреля 2024 года в Бишкеке на чемпионате Азии, одолев в схватке за 3 место китайца Ли Вэйцзюя, стал бронзовым призёром. 24 июня 2024 года стало известно, что МОК лишил Заура Угуева Олимпийской лицензии, которая перешла Картбаю, который ему уступил на чемпионате мира 2023 года.

## Достижения
- Чемпионат Азии по борьбе 2024 — ;